# تلفن هوشمند

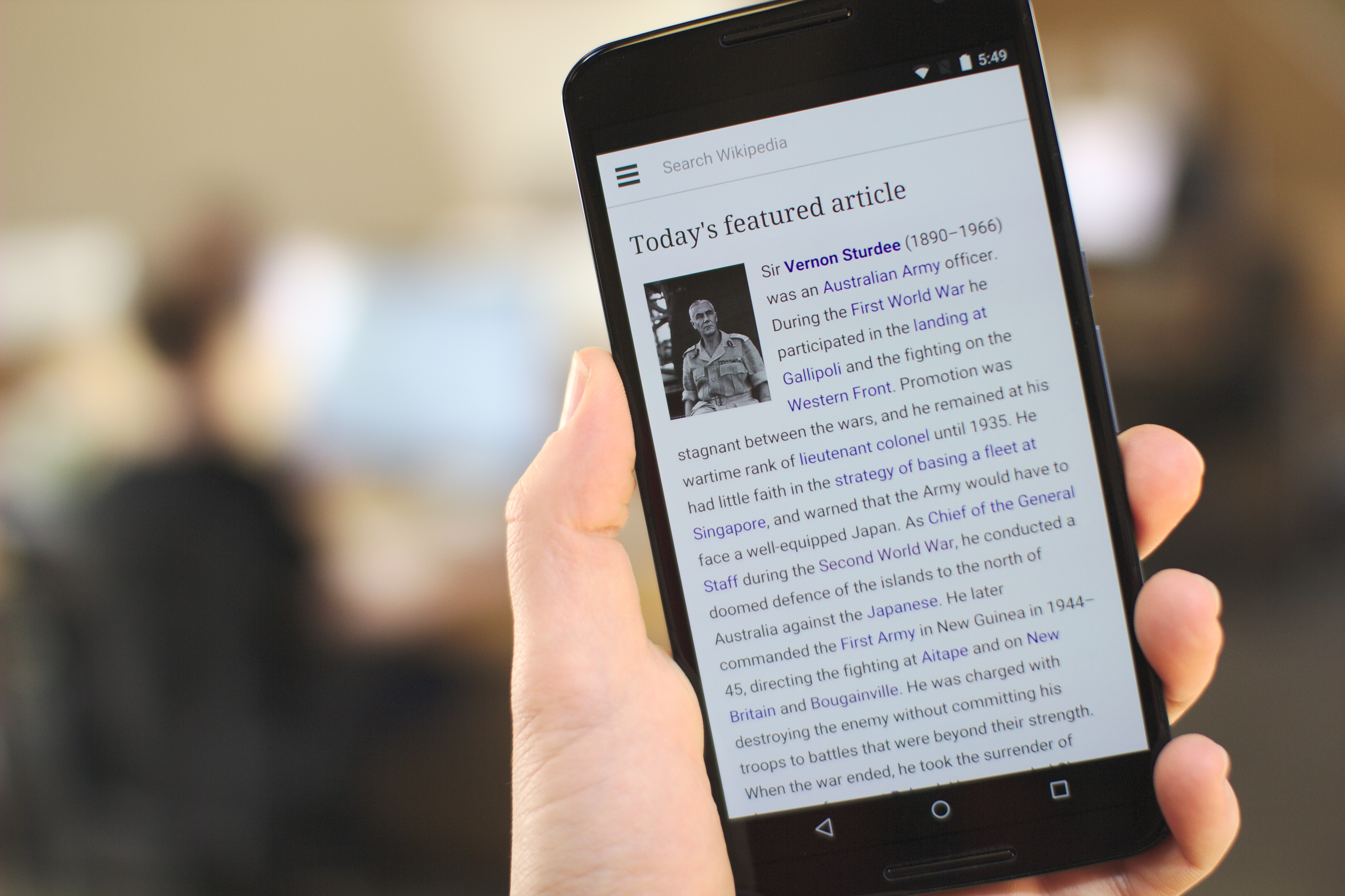
نکسوس ۶، یک تلفن هوشمند اندرویدی در حال نمایش نسخه‌ای از صفحهٔ اصلی ویکی‌پدیای انگلیسی

تلفن هوشمَند یا گوشی هوشمَند (به انگلیسی: Smartphone) به گونه‌ای از تلفن همراه گفته می‌شود که از توانایی‌های پیشرفته تر و قدرت محاسبات بیشتری نسبت به «فیچر فون» برخوردار است.
این گوشی‌ها دارای قابلیت‌های خاص و کاربردهایی نظیر کامپیوترهای شخصی (PC) هستند. اما گوشی تلفن همراه‌ها نمی‌توانند دقیقاً به اندازه کامپیوتر کارایی داشته باشند ولی بسیاری از کاربردهای کامپیوترها و لپ تاپ‌ها را دارد. امروزه تقریباً تمام گوشی‌های هوشمند دارای دوربین هستند و قابلیت‌هایی مثل اتصال به اینترنت را نیز دارند.
گوشی‌های هوشمند به خاطر این که کوچک و قابل حمل هستند می‌توان در همه جا از آن‌ها استفاده کرد و کارهای روزمرهٔ خود را با استفاده از آن‌ها انجام داد.
یکی از خصوصیات مهم این گوشی‌ها امکان نصب برنامه‌های پیشرفته پردازشی و گرافیکی و اتصال روی آنهاست، ولی در گوشی‌های فیچر فون، نرم‌افزارها و برنامه‌های خاصی توسط سازندگان از قبل نصب شده و فقط از طریق سازنده یا اپراتورها قابلیت ارتقاء دارند…
این گوشی‌های هوشمند دارای برخی رابط‌های اضافه مثل صفحه کلید QWERTY، صفحه نمایش لمسی یا حتی دسترسی مطمئن به ایمیلت هستند.
بنابراین تفاوت‌های مهم گوشی‌های هوشمند در مقایسه با گوشی‌های فیچر فون می‌تواند در زمینه قیمت و قابلیت‌های سطح بالای این گوشی‌ها باشد؛ مثلاً گوشی‌های هوشمند سال ۲۰۰۷ همگی دارای پشتیبانی کامل و پیشرفته ایمیل هستند.
امروزه بیشتر موبایل‌ها برخی از برنامه‌های ساده PDAها مثل دفترچه تلفن، تقویم و لیست وظایف را دارا هستند، البته گوشی‌هایی که دارای پلتفرم‌های BREW یا Java ME هستند، قابلیت نصب نرم‌افزارها و بازی‌های نوشته شده برای این پلتفرم‌ها را می‌دهند، اما این گوشی‌ها در زمره گوشی‌های هوشمند قرار نمی‌گیرند و نمی‌توان آنها را گوشی هوشمند خطاب کرد.
در حال حاضر گوشی‌های زیادی از نوع BREW هستند که قابلیت و کارایی PDAها را دارند، همچنین توانایی اجرای برنامه‌هایی که توسط شرکت‌های نرم‌افزاری دیگر تولید شده‌اند یا اصطلاحاً برنامه‌های سوم شخص (به انگلیسی: third-party) را داشته و دارای صفحه نمایش‌های بزرگ هستند، اما نمی‌توان آن‌ها را اسمارت فون نامید.
در واقع اسمارت فون‌ها ابزارهای قابل حملی هستند که دارای سخت‌افزار بسیار قویتر نسبت به فیچرفون‌ها هستند و از امکاناتی نظیر اینترنت ، صحبت، اتصال یو اس بی، بلوتوث، قابلیت نصب نرم‌افزارها و بازی‌های مختلف و قابلیت ارسال و دریافت ایمیل بهره‌مند هستند.

## تاریخچه
ایده و سیم‌هایی که تلفن و محاسبه‌ها را یکدیگر تلفیق می‌کنند نخستین بار در سال ۱۹۷۱ به ذهن تئودورجی پراسکواک رسیده و در سال ۱۹۷۳ به ثبت رسید و در آغاز ۲۰۰۰ به بازار فروش عرضه شد. او نخستین کسی بود که مفهوم هوش، پردازش داده و صفحه‌های نمایشی دیواری را در تلفن‌های همراه معرفی کرد که سرانجام به تلفن‌های هوشمند انجامید. در سال ۱۹۷۱، پراسکواک که در شرکت بوینگ در هانتسویل در ایالت آلاباما کار می‌کرد یک فرستنده و گیرندهٔ دارای راه‌های اضافی ارتباطی با وسایلی که در دوردست هستند معرفی کرد اما این وسیله اپلیکیشن‌های هدف کلی پی دی آ موجود در یک وسیلهٔ برون سیم نمونه تلفن‌های هوشمند را دارا نبود. این وسایل در شرکت تلفن در لیسبورگ در ایالت اوهایو نصب شده و به وسیلهٔ دیگر از شرکت‌های تلفن معرفی شوند. مدل‌های اولیه و تاریخی هم چنان در تصرف پراسکواک می‌باشند.

### پیشگامان

سهم سیستم‌ع پمپامل‌های تلفن‌های هوشمند تا پایان ۲۰۱۲

نخستین تلفن همراه برای تلفیق با ویژگی‌های پی دی آ، یک نمونه اولیه آی بی ام بود که در سال ۲۰۰۰ ساخته شد و همان سال در نمایش تجاری صنعت کامپیوتر او ام دی ای ایکس معرفی شد. یک مدل بهبود یافته از آن محصول در سال ۱۹۹۴ توسط بل سالت تحت عنوان سیمون پرسنال کامینیکتور به مصرف‌کنندگان عرضه شد
سیمون نخستین تلفن هوشمندی بود که با ویژگی‌های یک پی دی آ ترکیب شد. عبارت «اسمارت فون» در سال ۱۹۹۵ برای توصیف یک فون رایت کامینیکتور به عنوان یک تلفن هوشمند در مجله‌ها دیده شد.
در اواخر سال ۱۹۹۰، بسیاری از دارندگان تلفن‌های همراه یک وسیله جداگانهٔ پی دی آ را با خود حمل می‌کردند که نسخه‌های اولیهٔ سیستم عامل‌هایی شامل پالم او اس، بلک بری او اس یا ویندوز سی ای آی پی سی در آن‌ها اجرا می‌شد. این سیستم عامل‌ها سپس به سیستم عامل‌های همراه تبدیل شدند.
در سال ۱۹۹۶، شرکت نوکیا، نوکیا ۴۰۰۰ را عرضه کرد که یک پی دی آ بر مبنای سیستم عامل جیو ورژن ۳٫۰ از جئو وورکس را با یک تلفن همراه دیجیتال بر پایهٔ نوکیا ۲۱۱۰ تلفیق می‌کرد. هر دو وسیله توسط یک لولا به یکدیگر متصل شده بودند که تحت عنوان کلامشیل دیزاین شناخته می‌شد.
به هنگام بازکردن وسیله، صفحه نمایش در بالای سطح درونی و یک صفحه کلید فیزیکی کیوورتی در پایین وجود داشت.
برنامه‌ریز، شخصی پست الکترونیکی، تقویم، دفترچه آدرس، ماشین حساب، دفترچه یادداشت و جستجوگر وب متنی و نیز توانایی ارسال و دریافت فکس‌ها را ارائه داد. زمانی که برنامه‌ریز شخصی بسته می‌شد. این وسیله به عنوان یک تلفن همراه دیجیتال قابل استفاده بود.
در ژوئن ۱۹۹۹، کوالکام یک تلفن هوشمند «سی دی ام آ دیجیتال پی سی اس» دارای پی‌دی‌اف یکپارچه و قابلیت اتصال به اینترنت ارائه کرد که تحت عنوان تلفن هوشمند پی دی کیو شناخته می‌شد.
در اوایل سال ۲۰۰۰، اریکسون آر ۳۸۰ توسط ارتباطات سیار اریکسون عرضه شد و نخستین دستگاهی بود که به عنوان تلفن هوشمند در معرض فروش گذاشته شد. این وسیله ویژگی‌های یک تلفن همراه و یک دستیار دیجیتال شخصی (پی دی آ) را تلفیق کرد و تعداد محدودی جستجوی اینترنتی را پشتیبانی می‌کرد و نیز دارای یک صفحه نمایش لمسی غیر هادی و با بهره‌گیری از یک قلم بود در اوایل سال ۲۰۰۱ پالم ال ان سی، کیوکرا ۶۰۳۵ را معرفی کرد که یک پی دی آ با یک تلفن همراه ترکیب کرده و بر مبنای ورژن کار می‌کرد. این وسیله همچنین تعداد محدود جستجوی اینترنتی را پشتیبانی می‌کرد.
تلفن‌های هوشمند قبل از اندروید، آی او اس و بلک بری معمولاً دارای سیستم عامل سیمبین بودند که نخستین بار توسط پیسیون توسعه داده شد. سیمبین تا کیو چهار ۲۰۱۰ رایج‌ترین سیستم عامل برای تلفن‌های هوشمند محسوب می‌شد (ماس آدپشن) به مقبولیت عمومی در ۱۹۹۹ شرکت ژاپنی ان ان تی دوکومو نخستین تلفن‌های همراه را به منظور دستیابی و مقبولیت عمومی در یک کشور عرضه کرد. این تلفن‌ها بر مبنای سیستم عامل آی مد کار می‌کردند که سرعت انتقال داده را تا ۹٫۶ کیلو بیت بر ثانیه افزایش می‌داد. برخلاف نسل‌های آینده سرویس‌های بدون سیم آی مد به ان ان تی دوکومو از یک سی اچ تی ام‌ال استفاده می‌کرد که برخی از جنبه‌های اچ تی ام‌ال قبلی را به منظور افزایش سرعت داده، محدود می‌کرد. قابلیت‌های محدود، صفحه نمایش‌های کوچک و پهنای باند محدود به تلفن‌ها اجازه می‌داد تا از سرعت‌های پایین‌تر و در دسترس داده استفاده کنند.
پیشرفت آی مد به ان ان تی دوموکو کمک کرد تا تعداد مشترکان را تا پایان سال ۲۰۰۱ به ۴۰ میلیون نفر افزایش دهد. این شرکت به عنوان نخستین بازار سرمایه در ژاپن و دومین در جهان رتبه‌بندی شد. این قدرت در مواجه با پیشرفت SG و تلفن‌های جدید با شبکه‌های پیشرفت بدون سیم رو به افول گذاشت.
خارج از ژاپن، تلفن‌های هوشمند هم چنان، کمیاب بودند. با این وجود در اواسط ۲۰۰۰، وسیله‌هایی بر مبنای ویندوز موبایل مایکروسافت شروع به جلب توجه بین کاربران کسب و کار در آمریکا کردند.
سپس بلک بری به مقبولیت عمومی در آمریکا دست یافت و در سال ۲۰۰۶ کاربران آمریکایی عنوان «کرک بری» را به علت ماهیت اعتیادآور این وسیله به آن نسبت دادند. این شرکت در ابتدا جی اس ام بلک بری ۶۲۱۰ و بلک بری ۶۲۲۰ و بلم بری ۶۲۳۰ را در سال ۲۰۰۳ عرضه کرد.
سیمبین در اواسط تا اواخر ۲۰۰۰ رایج‌ترین سیستم عامل تلفن‌های همراه در اروپا بود. در ابتدا دستگاه‌های سیمبین به نوکیا مشابه با ویندوز موبایل‌ها و بلک بری بر کسب و کار تمرکز داشت. از سال ۲۰۰۶ به بعد نوکیا به تولید گوشی‌های هوشمند متمرکز بر سرگرمی پرداخت که با ان سریس به محبوبیت رسید. در آسیا، به استثناء ژاپن، روند مشابه با اروپا بود.
در سال ۲۰۰۷ شرکت اپل آیفون را معرفی کرد که از نخستین تلفن‌های همراهی بود که از یک رابط لمسی چندگانه استفاده می‌کرد. به علت استفاده از یک صفحه لمسی بزرگ با ورودی مستقیم انگشت به عنوان ابزار اصلی تعامل به جای قلم، صفحه کلید یا صفحه کلید رایج تلفن‌های هوشمند در آن زمان، قابل توجه بود و در سال ۲۰۰۸ نخستین تلفن همراه با سیستم عامل اندروید تحت عنوان اچ تی سی دریم (که به عنوان تی موبایل جی وان نیز شناخته می‌شد) عرضه شد.
اندروید یک پلت فرم منبع باز می‌باشد که توسط اندی رابین پایه‌گذاری شده و به وسیله گوگل پشتیبانی شد. هرچند مقبولیت اندروید در ابتدا روند آهسته‌ای داشت اما در سال ۲۰۱۰ مقبولیت عمومی گسترده‌ای را به خود اختصاص داد و اکنون هردو این پلت فرم‌ها منجر به سقوط کمپانی‌های پیشرو مبتکی شدند. به عنوان مثال مایکروسافت شروع به استفاده از یک سیستم عامل جدید در قالب ویندوز فون کرد که اکنون سومین سیستم عامل مطرح می‌باشد. نوکیا سیمبین را رها کرد و به منظور استفاده از ویندوز فون بر روی گوشی‌های هوشمند خود با مایکروسافت همراه شد؛ و اما دیگر در دسترس نیست

### از سال ۲۰۱۳
- در سال ۲۰۱۳ شرکت فایر فون نخستین تلفن هوشمند «اخلاقی-اجتماعی» خود را در فستیوال طراحی لندن به منظور رفع نگرانی‌های مرتبط با منابع مورد استفاده در ساخت راه‌اندازی کرد.
- در اواخر ۲۰۱۳ کیو اس آلفا تولید یک تلفن هوشمند بر مبنای امنیت رمزنگاری و حفاظت هویت را آغاز کرد.
- در دسامبر ۲۰۱۳ تکنولوژی نخستین او ال ای دی‌های تلفن‌های هوشمند با فروش مدل‌های سامسونگ گالکسی روند و ال جی جی اف لیکس به بازار معرفی شد. امسال گوشی‌های سامسونگ با انحنای بیشتر در صفحه نمایش مورد انتظار هستند.
- گوشی‌های هوشمند او ال ای دی تاشو به سمت هزینه بالای ساخت برای ۱۰ سال آینده پیش‌بینی می‌شوند. در تولید این صفحه نمایش‌ها نرخ شکست به نسبت بالایی وجود دارد چرا که کوچک‌ترین ذره گرد و غبار قادر به تخریب صفحه نمایش در حین تولید است. تولید یک باتری که قابل تا شدن باشد نیز یک مانع دیگر است.
- یک لایه شفاف و نازک از شیشه کریستال می‌تواند به صفحه نمایش‌های کوچک مانند ساعت‌ها و تلفن‌های هوشمند افزوده شود که آن‌ها را قادر به استفاده از انرژی خورشیدی کند بدین ترتیب تلفن‌های هوشمند می‌توانند ۱۵٪ ذخیره باتری را در طول روز افزایش دهند. نخستین تلفن هوشمند با استفاده از این تکنولوژی در ۲۰۱۵ معرفی خواهد شد. این صفحه نمایش همچنین در دریافت سیگنال‌های ال آی-اف آی و دوربین تلفن‌های هوشمند می‌تواند مفید واقع شود. هزینه چنین صفحه نمایش‌هایی حدود ۲ تا ۳ دلار برای هر تلفن هوشمند است که از بسیاری از تکنولوژی‌های جدید ارزان‌تر می‌باشد.

تلفن‌های هوشمند در آینده احتمالاً دارای باتری‌های موسوم به عنوان منبع توان انحصاری نخواهد بود. در عوض این امکان وجود دارد که آن‌ها انرژی را از رادیو، تلویزیون یا سیگنال وای فای یا سیگنال‌های تلفن همراه دریافت کنند.
- در اوایل ۲۰۱۴، تلفن‌های هوشمند شروع به استفاده از کوآد اچ دی ۲۵۶۰*1440(2k) در صفحه نمایش‌های ۵٫۵ اینچی تا حد ۵۳۴ پی پی در دستگاه‌هایی مانند ال جی تری جی که یک پیشرفت شاخص به نسبت نمایش شبکه مستقیم اپل می‌باشد، کردند کو

اد اچ دی در تلویزیون‌های پیشرفته و مانیتورهای کامپیوتراستفاده می‌شود. اما با ۱۱۰ پی پی یا کمتر بر روی صفحه نمایش‌های بزرگتر.
- از سال ۲۰۱۳، قابلیت ضدآب و ضد گرد و غبار بودن به جریان تولید گوشی‌های تلفن هوشمند افزوده شد و در این راستا مدل‌هایی مانند فون اکسپریا سون و فون اکسپریا ۲۳ به بازار عرضه شد. تولیدکنندگان دیگری مانند سامسونگ نیز با تولید گالکسی اس ۵ به این جریان پیوستند.
- یکی از مشکل‌ها ی موجود در دوربین‌های تلفن‌های هوشمند قدرت متمرکز (فوکوس) کردن آن می‌باشد. اما ال جی تری جی با فوکوس لیزری دارای ۸ امتیاز فوکوس می‌باشد. به منظور متمرکز کردن آنچه در ال سی دی می‌باشد آن را لمس کنید تا روی آن تمرکز شده و بقیه قسمت‌ها بوکن شوند.
- تلفن‌های هوشمند ماژولار که در آن کاربران قادر به حذف یا جایگزین کردن قطعه‌ها هستند، طرح‌ریزی شده‌اند.

## سیستم عامل‌ها

### اندروید
اندروید که پلتفرم منبع باز است که توسط اندی رابین در اکتبر ۲۰۰۳ پایه‌گذاری شده و توسط گوگل و نیز شرکت‌های سخت‌افزاری و نرم‌افزاری مطرح (مانند اینتل، اچ تی سی، آ آر ام، موتورولا، سامسونگ) پشتیبانی شد.
در اکتبر ۲۰۰۸، اچ تی سی، نخستین تلفن همراه که از اندروید استفاده می‌کرد تحت عنوان اچ تی سی دریم عرضه کرد. این نرم‌افزار در گوشی‌های همراه شامل برنامه‌های کاربردی اختصاصی گوگل مانند نقشه‌ها، تقویم و جی میل و نیز یک جستجوگر وب یا اچ تی ام‌ال می‌باشد.

لوگوی اندروید

اندروید اجرای برنامه‌های بومی و برنامه‌های کاربردی شخص ثالث را که در گوگل پلی موجود می‌باشند پشتیبانی می‌کند. گوگل پلی در سال ۲۰۰۸ به عنوان بازار اندروید راه‌اندازی شد با کیو چهار ۲۰۱۰ اندروید تبدیل به پرفروش‌ترین پلتفرم تلفن هوشمند شد.

### آی‌اواس(iOS)

لوگوی ای او اس

در ۲۰۰۷ شرکت اپل یکی از نخستین تلفن‌های همراه با قابلیت لمسی چندگانه بود (چند لمسی) را معرفی کرد. آیفون به دلیل استفاده از صفحه نمایش لمسی بزرگ برای ورودی مستقیم انگشت به جای قلم یا صفحه کلید رایج در تلفن‌های همراه آن زمان قابل توجه بود. در ژولای ۲۰۰۸ اپل نخستین نسل آیفون با قیمت بسیار کمتر و قابلیت پشتیبانی ۳جی عرضه کرد. به‌طور هم‌زمان این کمپانی اپ استور را معرفی کرد که امکان نصب برنامه‌های کاربری شخص ثالث بومی را فراهم می‌کرد. با دارا بودن بیش از ۵۰۰ برنامه کاربردی اپ استور نهایتاً به ۱ میلیارد دانلود در سال اول و ۱۵ میلیارد دانلود در سال ۲۰۱۱ دست یافت.

### ویندوز موبایل(ویندوزفون)

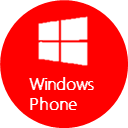
لوگوی ویندوزفون

ویندوز موبایل بر مبنای ویندوز سی‌ای کرنل بود و نخستین بار به عنوان سیستم عامل پاکت پی سی ۲۰۰۰ ارائه شد. در طول سراسر طول عمر خود این سیستم عامل در تلفن‌های لمسی و غیره لمسی استفاده می‌شد. این سیستم عامل با رشته‌ای از نرم‌افزارهای کاربردی که توسط مایکروسافت ویندوز ای پی آی توسعه داده شدند عرضه شد و برای داشتن ظاهری مشابه با نسخه‌های دسکتاپ ویندوز طراحی شد. اشخاص ثالث قادر به توسعه نرم‌افزار برای ویندوز موبایل بودند بدون آنکه با مقاومتی از سوی مایکروسافت مواجه شوند. نرم‌افزارهای کاربردی نهایتاً در بازار ویندوز قابل خرید بودند ویندوز موبایل به نفع ویندوز فون از رده خارج شدند. در فوریه ۲۰۱۰ شرکت مایکروسافت ویندوز فون سون را با یک رابط کاربری که از زبان طراحی مترو الهام گرفت را برای جایگزینی علامت سؤال معرفی کردویندوز فون سون با سرویس‌های میکروسافت مانند مایکروسافت اسکای درایو و آفیس و ایکس باکس و بینگ و نیز سرویس‌های غیر مایکروسافتی مانند فیس بوک و توییتر و گوگل اکونت ادغام شد. این نرم‌افزار تلفن‌های هوشمند مایکروسافت را راه‌اندازی کرد و پذیرش مناسبی را از سوی رسانه‌ها فناوری دریافت کرد و به علت منحصر به فرد بودن و تمایز با دیگر نرم‌افزارها تحسین شد.

### فایرفاکس اواس

لوگوی فایرفاکس

سیستم‌عامل فایرفاکس توسط موزیلا در فوریه ۲۰۱۲ معرفی شد. این سیستم عامل به منظور دستیابی به یک سیستم جایگزین مبتنی بر جامعه با استفاده از استانداردهای باز و برنامه‌های کاربردی ۵ اچ تی ام‌ال طراحی شد. نخستین تلفن‌های دارای سیستم عامل فایرفاکس،ZTE OPEN,Alcate one touch fire بودند. در ۲۰۱۴ شرکت‌های بیشتری با موزیلا شریک شدند که از جمع آن‌ها می‌توان به پاناسونیک (ساخت تلویزیون‌های با سیستم عامل فایرفاکس) و سونی اشاره کرد.

### شمشیر ماهیان دندان‌دار
سیستم عامل شمشیر ماهیان دندان دار بر مبنای لینوکس کینول و مر می‌باشد به علاوه این سیستم عامل شامل یک رابط کاربر چند کاره اختصاصی می‌باشد که توسط ژولا برنامه‌ریزی شده است این رابط کاربر تلفن‌های هوشمند ژولا را از سایرین متمایز می‌کند.

### تایزن

لوگوی تایزن

تایزن یک سیستم عامل بر مبنای لینوکس برای دستگاه‌هایی از جمله تلفن‌های هوشمند، تبلتها، دستگاه‌های آی وی آی، تلویزیون‌های هوشمند، لپ‌تاپ‌ها و دوربین‌های هوشمند می‌باشد. تایزن یک پروژه در بنیاد لینوکس می‌باشد که توسط گروه فنی تشکیل شده از سامسونگ و اینتل اداره می‌شود در آوریل ۲۰۱۴ سامسونگ، سامسونگ gear2،Gear 2 Neo را با سیستم عامل تایزن عرضه کرد.

### اوبونتو تاچ
اوبونتو تاچ یک نسخه موبایل از سیستم عامل اوبونتو می‌باشد که توسط canonical ok hd و سطح ابونتو توسعه داده شد. این سیستم عامل در ابتدا برای دستگاه‌های همراه لمسی مانند تلفن‌های هوشمند و کامپیوترهای تبلت طراحی شد.

### بلک بری

لوگوی بلک بری

در سال ۱۹۹۹ آر آی ام (RIM) نخستین دستگاه‌های بلک بری را عرضه کرد که ارتباط‌ها زبان واقعی و ارسال ایمیل را در دستگاه‌های بی‌سیم ارائه می‌کرد. سرویس‌های مانند پیام‌رسان بلک بری اجتماع تمامی ارتباط‌ها را در یک صندوق ورودی ممکن می‌سازد. ۸۰ میلیون مشترک خدمت‌ها بلک بری فعال وجود دارد و ۲۰۰ میلیون تلفن هوشمند بلک بری در سپتامبر ۲۰۱۲ حمل شده است. پلت فرم rim دستخوش تغییراتی شد؛ نامش را به بلک بری تغییر داد و دستگاه‌های جدیدی را بر مبنای پلتفرم بلک بری تولید کرد.

### سیمبین

لوگوی سیمبین

سیمبین در ابتدا توسط پیسیون توسعه داده شد این سیستم عامل رایج‌ترین سیستم عامل تلفن‌های هوشمند تا زمان کیو چهار ۲۰۱۰ محسوب می‌شد. هرچند این پلتفرم هرگز محبوبیت یا آگاهی گسترده را در آمریکا در مقایسه با اروپا و آسیا به دست نیاورد.
نخستین تلفن سیمبین تلفن هوشمند لمسی اریکسون آر ۳۸۰ در سال ۲۰۰۰ عرضه شد و نخستین دستگاهی بود که به عنوان تلفن هوشمند به فروش رسید. این دستگاه یک پی دی آ را با یک تلفن همراه ترکیب کرد. در فوریه ۲۰۱۱ نوکیا اعلام کرد که سیمبین را با ویندوز فون با عنوان سیستم عامل در تمام تلفن‌های هوشمندش جایگزین خواهد کرد.

### پالم
در اواخر 2001 handspring ماژول تلفن جی‌اس‌ام به springboard را راه‌اندازی کرد. در می 2002 handspring تلفن هوشمندpalm os treo 270 را عرضه کرد که springboard را پشتیبانی نمی‌کرد و دارای یک صفحه نمایش لمسی و نیز یک صفحه کلید کامل بود treo جستجوگر وب بدون سیم، پست الکترونیکی، تقویم، برنامه‌های کاربردی شخص ثالث قابل دانلود را دارا بود handspring توسط شرکت پالم خریداری شد که tero 6vo را عرضه کرد. عرضه دستگاه‌های treo را که تعداد کمی از آن‌ها از ویندوز موبایل استفاده می‌کردند ادامه داد.

### بادا
سیستم عامل بادا برای تلفن‌های هوشمند نوامبر ۲۰۰۹ توسط سامسونگ معرفی شد. نخستین تلفن بر مبنای بادا سامسونگ ویو ۸۵۰۰ بود که در ژوئن ۲۰۱۰ عرضه شد. سامسونگ ۴٫۵ میلیون تلفن با سیستم عامل bada را در کیو دو ۲۰۱۱ عرضه کرد. در ۲۰۱۳ بادا با یک پلتفرم مشابه به نام تایزن ادغام شد.

## فروشگاه برنامه‌های کاربردی

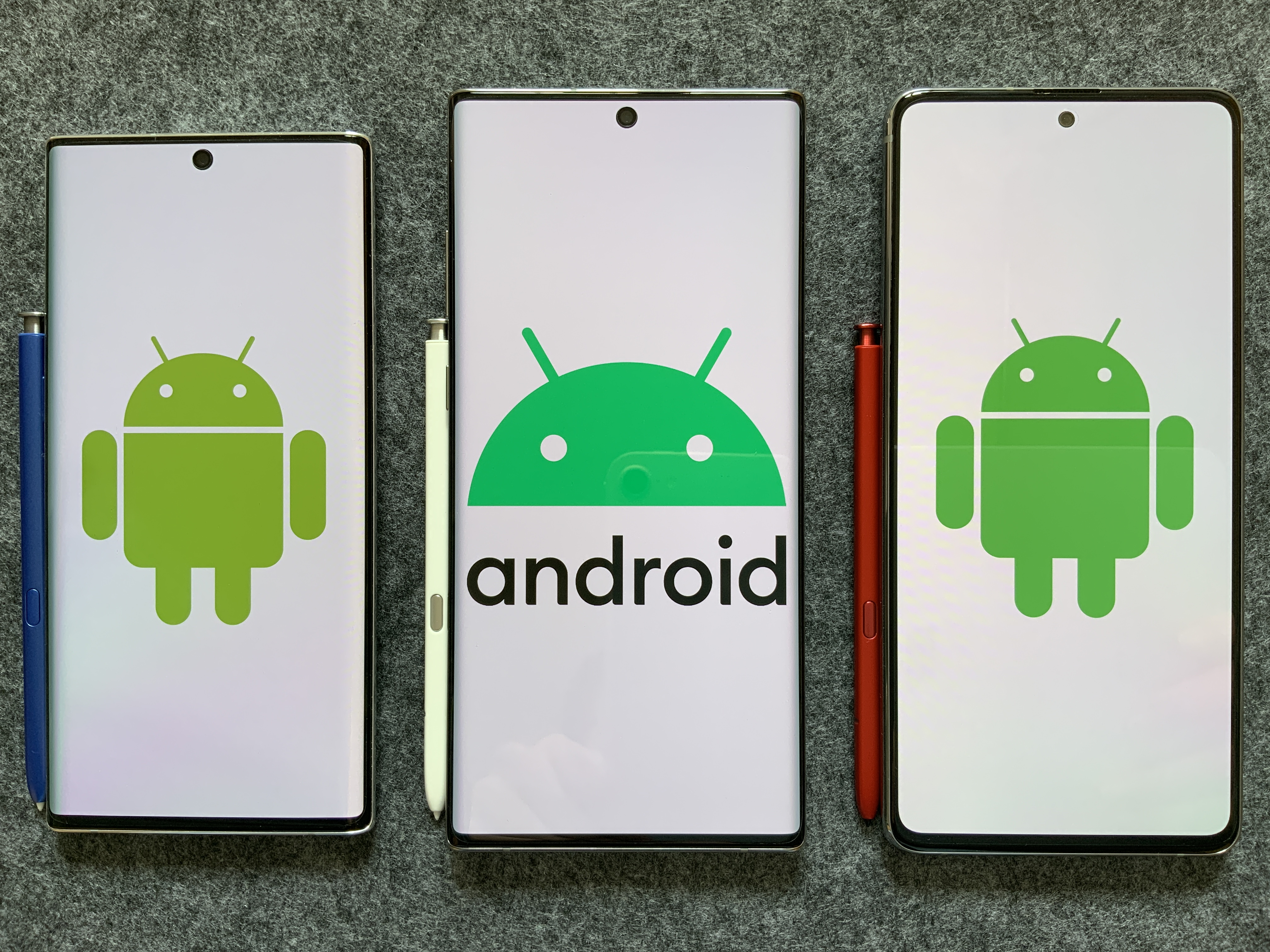
تلفن‌های اندروید که می‌توانند از گوگل پلی استور اپلیکیشن‌های مورد نظر خود را انتخاب و دانلود کنند.

معرفی اپ استور توسط اپل برای آیفون و آیپد در ژوئیه ۲۰۰۸ توزیع برنامه‌های کاربردی شخص ثالث (نرم‌افزارها و برنامه‌های کامپیوتری) متمرکز بر یک پلت فرم توسط شرکت‌های سازنده را عمومیت بخشید.
تا آن زمان توزیع برنامه‌های کاربردی تلفن‌های هوشمند به منابع شخص ثالث وابسته بود که برنامه‌های کاربردی را برای چند پلت فرم ارائه می‌دادند که از میان آن‌ها می‌توان به getjar,handange,handmark,pocket gear اشاره کرد. در پی موفقیت App store سایر تولیدکنندگان تلفن هوشمند بازارهای برنامه‌های کاربردی را راه‌اندازی کردند که از جمله آن‌ها می‌توان بازار اندروید گوگل در سال ۲۰۰۸ و بلک بری ریم در آوریل ۲۰۰۹ را ذکر کرد.

## صفحه نمایش
یکی از مهم‌ترین ویژگی‌های تلفن هوشمند صفحه نمایش آن‌ها می‌باشد. این صفحه نمایش معمولاً تمامی سطح تلفن را پوشش می‌دهد به نحوی که سایز صفحه نمایش سایز تلفن هوشمند را مشخص می‌کند. سایز آن‌ها به صورت اینچ مورب اندازه‌گیری شده و از ۲٫۴۵ اینچ شروع می‌شود. تلفن‌هایی با صفحه نمایش بزرگتر از ۵٫۲ اینچ فبلت خوانده می‌شوند.
انواع گوناگونی از صفحه نمایش شامل$۲، آی پی اس، آ ام او ال ای دی، او ال ای دی، ال ای دی، ال سی دی وجود دارد.

## استفاده

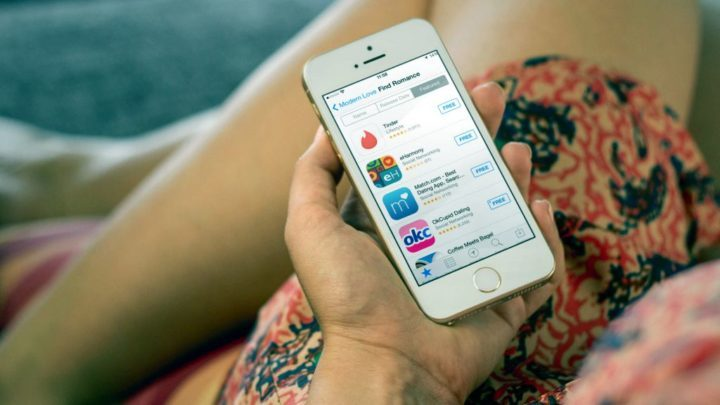
استفاده از تلفن هوشمند

در سه‌ماهه سوم سال ۲۰۱۱ یک میلیارد تلفن هوشمند در جهان استفاده می‌شد.
فروش جهانی تلفن‌های هوشمند (در سال ۲۰۱۳) از آمار فروش سایر تلفن‌ها پیشی گرفت. در سال ۲۰۱۳٬۶۵٪ خریداران موبایل صاحب تلفن‌های هوشمند بودند. فروش موبایل در اروپا در ۲۰۱۳ به ۸۶ میلیون رسید. در چین، گوشی‌های هوشمند بیش از نیمی از محموله‌های گوشی را در سه‌ماهه دوم سال ۲۰۱۲، به خود اختصاص دادند.
و در سال ۲۰۱۴ ۵۱۴٫۷ کاربر تلفن‌های هوشمند وجود داشت که این تعداد برای سال ۲۰۱۸ ۷۰۰ میلیون تخمین زده می‌شود.
در نوامبر ۲۰۱۱ ،۲۷٪ تمام عکس‌ها توسط دوربین‌های تلفن‌های هوشمند گرفته شد. یک تحقیق در سپتامبر ۲۰۱۲ اعلام کرد که ۴۱۵ دارندگان تلفن‌های هوشمند از این وسیله برای خرید استفاده می‌کنند. یک مطالعه دیگر در ژوئن ۲۰۱۳ نشان می‌دهد که ۵۶٪ بزرگسالان آمریکایی دارای تلفن هوشمند می‌باشند. دارندگان اندروید و آیفون، نیمی از جمعیت کاربر تلفن‌های همراه را شامل می‌شوند. محموله جهانی تلفن‌های هوشمند در سال ۲۰۱۳ به یک میلیارد رسید و ۵۵٪ بازار موبایل را در دست گرفت.

## تولیدکنندگان
در سال ۲۰۱۳ سامسونگ، ۳۱٫۳ درصد از محموله‌های بازار را به خود اختصاص داد که این مقدار نسبت به مقدار ۳۰٫۳ درصد در ۲۰۱۲ اندکی افزایش داشت. درحالی‌که اپل ۱۵٫۳ درصد از محموله‌های بازار را در اختیار داشت که این مقدار نسبت به مقدار ۱۸٫۷ درصد در ۲۰۱۲ کاهش داشت.
هوآوی، ال جی، لنووو، هر کدام ۵٪ بازار را در اختیار داشتند که شخصاً از آمارهای مربوط به ۲۰۱۲ بهتر بود و بقیه حدود ۴۰٪ بازار را در اختیار داشتند که این مقدار مشابه با سال ۲۰۱۲ بود.
فقط اپل دچار کاهش فروش شد. در کیو یک ۲۰۱۴ سامسونگ فروش ۳۱٪، اپل فروش ۱۶٪ را داشتند.

## فروش بر اساس سیستم‌عامل

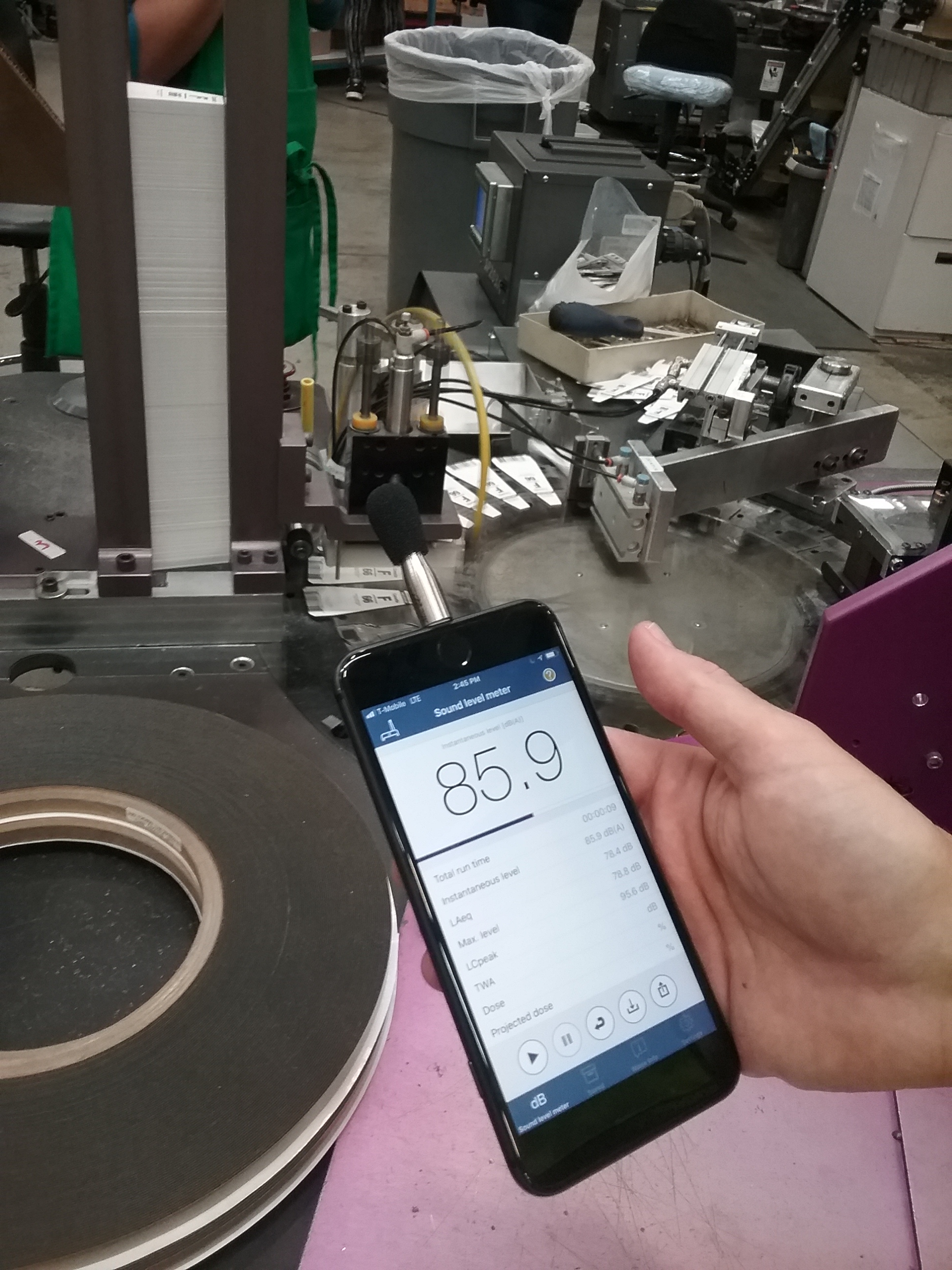
تست صدا توسط تلفن هوشمند

سیستم عامل اندروید از سال ۲۰۱۰ به بازار غالب می‌باشد. مهم فروش اندروید از ۳۳٫۲٪ در سه‌ماهه چهارم ۲۰۱۱ به ۷۸٫۱٪ در سه‌ماهه چهارم ۲۰۱۳ افزایش یافت. در هین بازه زمانی اپل مهم فروش خود را بین ۱۵ تا ۲۰٫۴ درصد تغییر داد. فروش بلک بری از ۱۴٫۳٪ در سه‌ماهه چهارم ۲۰۱۱ به ۰٫۶٪ در سه‌ماهه چهارم ۲۰۱۳ سقوط کرد. در همین بازه فروش ویندوز موبایل از ۱٫۵ به ۳ درصد افزایش یافت.
در پایان سه‌ماهه سوم سال ۲۰۱۴، اندروید پرفروش‌ترین سیستم عامل با سهمی حدود ۸۴٫۴٪ در بازار بود و به دنبال آن Ios با ۱۱٫۷٪، ویندوز فون با ۲٫۹٪، بلک بری با ۰٫۵٪ و سایرین ۰٫۶٪

## مسائل مرتبط
- عمر باتری: در مقایسه با نسل کنونی موبایل‌های غیر هوشمند، عمر باتری تلفن‌های هوشمند به‌طور عمده ضعیف است که مشکل اصلی بر سر راه رضایت مصرف‌کنندگان است.
- زیست‌محیطی: مانند سایر محصول‌ها الکترونیکی ساخت تلفن‌های هوشمند مستلزم استخراج مواد معدنی مانند می‌باشد که برای بشر و حیات وحش سمی محسوب می‌شود. مواد خام دیگر مانند روغن‌ها، مس، پلاستیک و محلول توان عفونی کردن خاک و آبهای زیر زمینی را دارند. تلفن‌های هوشمند همچنین شامل مواد شیمیایی سمی مانند سرب، برومین، کلوراین، جیوه و کارمیم می‌باشند. مانند سایر وسایل الکترونیکی، تلفن‌ها پس از دور انداختن تبدیل به زباله‌های الکترونیکی می‌شوند.
- شرایط کار
  - خازن‌های مورد استفاده از قطعه‌ها الکترونیکی از مواد معدنی کشورهای در حال توسعه استفاده می‌کنند. معادن جمهوری دموکراتیک کنگو به عنوان مثال با نقض حقوق بشر و حقوق کارگر همراه است. کارگران از جمله کودکان، به زور اسلحه مجبور به کار برای استخراج مواد اولیه تلفن‌های هوشمند می‌شوند.
  - لحیم کاری تلفن‌های هوشمند به قلع نیاز است که ۳۰٪ آن جزایر اندونزی شامل Belitung,bngka تأمین می‌شود. استخراج قلع از عوامل تخریب محیط زیست شناخته می‌شود و در سال ۲۰۱۳، کودکان در شرایط خطرناک برای استخراج قلع استخدام شدند.
- اجتماعی: زمانی که اپل ادعا کرد که گوشی گالکسی اس سامسونگ، رابط و حتی سخت‌افزار آیفون تری جی اس را کپی کرده است یک جنگ ثبت اختراع بین اپل و سامسونگ درگرفت.
- پزشکی: با افزایش نرم‌افزارهای کاربردی مرتبط با پزشکی در بازارهای تلفن‌های هوشمند، نگرانی مرتبط با استفاده از این نرم‌افزارها در بین سازمان‌های نظارتی افزایش یافت. این نگرانی‌ها به ایجاد مقرراتی در سراسر جهان با هدف حفاظت از کاربران در مقابل توصیه‌های پزشکی نادرست انجامید.
- امنیت اطلاعات: نرم‌افزارهای مخرب تلفن هوشمند به سادگی در فروشگاه‌های نرم‌افزارهای کاربردی که مکانیزم‌های امنیتی ضعیفی دارند گسترش می‌یابند. نرم‌افزارهای مخرب گاهی در نسخه‌های سرقت شده از برنامه‌های قانونی پنهان شده و سپس در فروشگاه‌های نرم‌افزارهای کاربردی شخص ثالث گسترش می‌یابند. خطر نرم‌افزارهای خوب در آنچه از آن به عنوان «به روزرسانی» یاد می‌شود وجود دارد. این اتفاق زمانی می‌افتد که یک نرم‌افزار قانونی پس از به روزرسانی شدن توسط کاربر به گونه‌ای تغییر می‌کنند که یک قسمت مخرب را نیز شامل می‌شوند. نیمی از دزدی‌ها شامل تلفن‌های همراه می‌باشد. به منظور کمینه کردن احتمال مواجه با سرقت تلفن همراه، تعدادی نرم‌افزار کاربردی با هدف کمک به اشخاص که در شرایط خطرناک هستند ایجاد شده‌اند. امروزه برنامه‌هایی وجود دارد که به حفظ امنیت شخصی با ارائه همکاری سریع کمک می‌کنند.
- خواب: استفاده از تلفن‌های هوشمند در دیر وقت شب می‌تواند موجب اختلال خواب شود چرا که نور آبی صفحه نمایش بر سطح ملاتونین تأثیر گذاشته و چرخه خواب را تغییر می‌دهد.
- ساعت هوشمند: به واسطه افزایش استفاده از گوشی، گجت‌های برای گوشی‌های هوشمند معرفی شد. ساعت‌های هوشمند یکی از گجت‌های گوشی‌های هوشمند است که به وسیله آن‌ها می‌توان پیام‌ها و تماس‌های خود را در ساعت هوشمند مشاهده و مدیریت کرد.